# Bülövqaya
Bülövaqaya település régészeti emlék a Sarisu folyó bal partján, Göynük falutól nyugatra, Azerbajdzsán Babək kerületében.

## Kutatás
A település számos jellemzője, mint például a talált kerámiacsoport, az elkészítési, főzési, hímzési technológia nagyon hasonlít Dalmā Tepéhez. Az itt talált festett kerámia hasonló az északnyugat-iráni településeken találhatókhoz, amelyeket Kul Tepe Jolfa, Seh Gabi és más dalma típusú kerámia jellemez. A Bülövqaya településen végzett régészeti feltárások fontosak a dalmatepe kultúra dél-kaukázusi elterjedésének tanulmányozása szempontjából.